# 約翰娜·梵谷-邦格
約翰娜·梵谷-邦格（Johanna van Gogh-Bonger，1862年10月4日—1925年9月2日）是一位荷蘭編輯，翻譯了她第一任丈夫、藝術品商人西奧·梵高及其兄弟畫家文森·梵谷的數百封信件。
約翰娜·梵谷-邦格對於文森·梵谷身後聲名鵲起的過程中發揮了關鍵作用。
約翰娜和西奧·梵谷的兒子文森·威廉·梵谷（1890-1978）在阿姆斯特丹創辦了梵谷博物館，並於1973年開幕。